# Olympique Lyonnais 1964-1965
Questa voce raccoglie le informazioni riguardanti l'Olympique Lyonnais nelle competizioni ufficiali della stagione 1964-1965.

## Maglie
Vengono ripristinate le divise utilizzate fino alla stagione 1962-1963, con i calzoncini e lo stemma della città di Lione sulla destra della maglia.
| Manica sinistra · Maglietta · Maglietta · Manica destra · Pantaloncini · Calzettoni |

## Rosa
| N. |                    | Ruolo | Calciatore         |
| -- | ------------------ | ----- | ------------------ |
|    | Francia (bandiera) | P     | Marcel Aubour      |
|    | Francia (bandiera) | P     | Pascal Beetschen   |
|    | Francia (bandiera) | D     | Lucien Degeorges   |
|    | Francia (bandiera) | D     | Jean Djorkaeff     |
|    | Francia (bandiera) | D     | Jacques Glyczinski |
|    | Francia (bandiera) | D     | Aimé Mignot        |
|    | Francia (bandiera) | D     | Robert Nouzaret    |
|    | Francia (bandiera) | D     | Thadée Polak       |
|    | Francia (bandiera) | C     | Jean Dumas         |
|    | Francia (bandiera) | C     | Guy Hatchi         |

| N. |                    | Ruolo | Calciatore         |
| -- | ------------------ | ----- | ------------------ |
|    | Francia (bandiera) | C     | Marcel Le Borgne   |
|    | Francia (bandiera) | C     | Jean-Louis Rivoire |
|    | Francia (bandiera) | A     | Stéphane Bruey     |
|    | Francia (bandiera) | A     | Fleury Di Nallo    |
|    | Francia (bandiera) | A     | Michel Margottin   |
|    | Camerun (bandiera) | A     | Guillaume Moundi   |
|    | Francia (bandiera) | A     | Ángel Rambert      |
|    | Francia (bandiera) | A     | Daniel Revillard   |
|    | Marocco (bandiera) | A     | Robert Traba       |